# Enrico III Ventimiglia
Enrico Ventimiglia di Lauria, conte di Geraci (... – 1398), è stato un nobile italiano del XIV secolo.

## Biografia
Nato presumibilmente poco dopo il 1350, da Francesco, XVI conte di Geraci, e da Elisabetta di Lauria, di cui era figlio primogenito, nel 1387 succedette al padre nel titolo di Conte di Geraci. Si sposò per tre volte: la prima, nel 1362, con Costanza Rosso Ventimiglia, figlia di Enrico conte di Aidone, da cui non ebbe figli; la seconda nel 1375 con Bartolomea d'Aragona Embriaco, figlia di Bartolomeo, barone di Cammarata, da cui ebbe due figli; la terza, con Giovanna di Tocco Buondelmonti, da cui non ebbe figli.
A differenza del padre non svolse alcuna attività politica e militare, che invece svolse il fratello minore Antonio conte di Collesano, che gli era succeduto nella carica di vicario del Regno di Sicilia. Nel 1394, subì una confisca totale dei feudi da parte del re Martino I di Sicilia per le posizioni antiaragonesi del fratello, ma che gli furono restituiti immediatamente rientrando in fedeltà al sovrano.
Morto nel 1398, gli succedette il figlio Giovanni, con il quale nel 1436 la Contea di Geraci verrà elevata a rango di stato marchionale.